# Tectacervulus mahoniae
Tectacervulus mahoniae är en svampart som beskrevs av A.W. Ramaley 1992. Tectacervulus mahoniae ingår i släktet Tectacervulus, divisionen sporsäcksvampar och riket svampar.   Inga underarter finns listade i Catalogue of Life.